# 1933 en football
Cet article présente les faits marquants de l'année 1933 en football.

## Février
- 12 février : au Parc des Princes de Paris, l'équipe d'Autriche s'impose 4-0 sur l'équipe de France.

## Mars
- 19 mars : à Berlin, l'équipe d'Allemagne et l'équipe de France font match nul 3-3.
- 26 mars : au Stade olympique Yves-du-Manoir de Colombes, l'équipe de France s'impose 3-0 sur l'équipe de Belgique.

## Avril
- Arsenal est champion d'Angleterre.
- Les Rangers sont champions d’Écosse.
- 15 avril : Celtic remporte la Coupe d’Écosse face à Motherwell FC, 1-0.
- 23 avril : au Stade olympique Yves-du-Manoir de Colombes, l'équipe de France s'impose 1-0 sur l'équipe d'Espagne.
- 29 avril : Everton remporte la Coupe d’Angleterre en s’imposant en finale face à Manchester City, 3-0.

## Mai
- 7 mai : l'Excelsior de Roubaix remporte la Coupe de France face au Racing Club de Roubaix, 3-1.
- 14 mai : l'Olympique lillois premier champion de France professionnel.
  - Article détaillé : Championnat de France de football 1932-1933
- 25 mai : au Stade olympique Yves-du-Manoir de Colombes, l'équipe de France et l'équipe du Pays de Galles font match nul 1-1.
- 28 mai : First Vienna FC est champion d'Autriche.

## Juin
- La Royale Union Saint-Gilloise est championne de Belgique.
- Le Real Madrid est champion d'Espagne.
- 11 juin : le Fortuna Düsseldorf est champion d'Allemagne.
- 16 juin : la Juventus est championne d'Italie.
- 16 juin : à Prague, l'équipe de Tchécoslovaquie s'impose 4-0 sur l'équipe de France.
- 25 juin : l'Athletic Bilbao remporte la Coupe d'Espagne en s'impopsant 2-1 face au Real Madrid.

## Novembre
- 5 novembre : Botafogo FR est champion de l'État de Rio de Janeiro.
- 12 novembre : Palestra Italia est champion de l'État de Sao Paulo.
- 19 novembre : CA San Lorenzo de Almagro est champion d'Argentine.

## Décembre
- 6 décembre : à Londres (White Hart Lane), l'équipe d'Angleterre s'impose 4-1 sur l'équipe de France.

## Naissances
Plus d'informations : Liste de personnalités du football nés en 1933.
- 18 février : Sir Bobby Robson, entraîneur anglais († 2009).
- 22 mars : Michel Hidalgo, entraîneur français († 2020).
- 30 juin : Tomislav Ivić, entraîneur croate († 2011).
- 18 août : Just Fontaine, footballeur français († 2023).
- 21 octobre : Francisco Gento, footballeur espagnol († 2022).
- 28 octobre : Garrincha, footballeur brésilien († 1983).